# Filipinas nos Jogos Olímpicos de Inverno da Juventude de 2012
As Filipinas participaram dos Jogos Olímpicos de Inverno da Juventude de 2012, realizados em Innsbruck, na Áustria. A delegação nacional contou com um total de dois atletas, que disputaram provas do esqui alpino e patinação artística.

## Esqui alpino
Masculino
| Atleta           | Evento         | Final     | Final     | Final   | Final |
| Atleta           | Evento         | Descida 1 | Descida 2 | Total   | Pos.  |
| ---------------- | -------------- | --------- | --------- | ------- | ----- |
| Abel Tesfamariam | Slalom         | 52.02     | DNF       | DNF     | DNF   |
| Abel Tesfamariam | Slalom gigante | 1:10.20   | 1:04.13   | 2:14.33 | 37    |

## Patinação artística
Masculino
| Atleta                     | Evento            | SP/OD  | SP/OD | FS/FD  | FS/FD | Total  | Total |
| Atleta                     | Evento            | Pontos | Pos.  | Pontos | Pos.  | Pontos | Pos.  |
| -------------------------- | ----------------- | ------ | ----- | ------ | ----- | ------ | ----- |
| Michael Christian Martinez | Masculino simples | 54.35  | 3     | 97.25  | 7     | 151.60 | 7     |